# Yulis Gabriel Mercedes
Yulis Gabriel Mercedes Reyes född 12 november 1979, är en dominikansk taekwondoutövare. Han vann silvermedalj i OS 2008 i Peking efter en bindning med mexikanen Guillermo Pérez, men förlorade via ett domarbeslut.
Han tog OS-silver i flugviktsklassen i samband med de olympiska taekwondo-turneringarna 2008 i Peking.